# Omnipollo
Omnipollo är ett svenskt ölvarumärke som startade som fantombryggeri år 2011. År 2021 etablerade Omnipollo sitt eget bryggeri i Sundbyberg. Företaget driver även barer i Stockholm, Hamburg och Tokyo. Omnipollo är kända för sina experimentella, nydanande öl och sin grafiska profil.
Namnet Omnipollo kommer från en sammanskrivning av orden "Omnipotent" och det spanska ordet för kyckling "Pollo".

## Historia
Bryggeriet grundades som ett samarbete mellan bryggaren Henok Fentie och designern Karl Grandin 2011. Bryggeriet har vunnit flera priser, b.a. vann deras dubbel-IPA Nebuchadnezzar pris för Årets bästa öl på Stockholm Beer & Whisky Festival 2012.
Omnipollo är den svenska ölproducent som haft mest fokus och framgångar på den internationella marknaden. Exporten har varit en betydligt mycket större affär än den svenska marknaden.
2020 började Omnipollo bygga sitt första egna bryggeri och taproom i före detta Missionskyrkan i Sundbyberg, där Sundbybergs Köksbryggeri tidigare drivit verksamhet. Man lyfte ut de gamla tankarna och bryggverket, förstärkte golven och tog in ett specialdesignat och helautomatiserat bryggverk från Tyskland. I början av 2021 bryggde man sin första batch öl i de nya lokalerna. Man fortsatte dock att brygga sina tidigare öl hos kontraktsbryggerier.

## Fantombryggeri
De tio första åren var Omnipollo ett så kallat fantombryggeri, vilket innebär att receptmakaren tar fram ölreceptet och därefter åker till ett bryggeri för att producera ölet i större skala. Det första fantomsamarbetet var också startskottet för Omnipollo då Henok, boende i Belgien, kontaktade det belgiska bryggeriet De Proefbrouwerij för att ta fram Leon - en belgisk pale ale med champagnejäst. Andra bryggerier som Omnipollo vanligtvis har fantomsamarbeten med är Dugges Bryggeri och Buxton Brewery.

### Fantomsamarbeten i urval
- Dugges Bryggeri
- De Proefbrouwerij
- Buxton Brewery
- BrewDog Brewery
- J.Wakefield

## Barer
År 2015 öppnade bryggeriet krogen "Omnipollos hatt", som förutom öl från främst den egna produktionen också serverar pizza. 2018 öppnades även baren "Omnipollo - Gothenburg" i Göteborg som stängde igen 2020 under coronapandemin. Sommaren 2019 öppnade "Omnipollos Flora" i tysk Biergarten-stil i Humlegården i Stockholm. Under hösten 2019 öppnade Omnipollo sin första bar utomlands, "Omnipollos Hamburg" i tyska Hamburg. Året därefter startade Omnipollo en bar i Tokyo, Japan.

## Ölsorter
- Dry-hopped Perikles (Pilsner 4,3 %)
- Levon (Belgisk ljus ale 6,5 %, f.d. Leon)
- Fatamorgana
- Brush
- Aon (f.d. Noa)
- Nebuchadnezzar
- Zodiak
- Maz (f.d. Mazarin)
- Gimbagagompa
- Sista
- Mackaper
- Konx
- Arzachel